# Natália Hejková
Natália Hejková est une entraîneuse slovaque de basket-ball. Elle remporte à six reprises l'Euroligue, avec trois clubs, 1999 et 2000 avec MBK Ružomberok, en 2007 et 2008 avec Spartak région de Moscou et en 2015 et 2025 avec l'USK Prague. Elle est introduite au FIBA Hall of Fame en 2019.

## Biographie
Fille d'un ingénieur civil et d'une enseignante, elle fait ses études à la faculté de droit de Prague et joue depuis 1972 avec Slavia VŠ Prague.
Après avoir terminé ses études, en 1979, elle rejoint Ružomberok, dans la région de Žilina pour être proche de ses parents pour évoluer avec le club local de MBK Ružomberok. Sur son temps libre, elle entraine des enfants et Jozef Smolek, figure du club, lui propose de prendre en charge l'équipe féminine. Elle continue toutefois sa carrière d'avocate.
Initialement prévu pour occuper ce poste deux saisons, pour permettre au club de recruter un entraineur, elle obtient des premiers résultat, avec l'accession dans l'élite du championnat de Tchécoslovaquie en 1979. En 1991, le club remporte son premier titre de champion. Avec Ruzomberok, elle remporte treize titres nationaux durant la période 1987-2003, champion de Tchécoslovaquie de 1991 à  1993, champion de Slovaquie de 1993 à 2003 et coupe de Slovaquie en 1997.
MBK Ružomberok prend de l'importance sur le plan européen, en Euroligue : battu lors du Final four en 1993 par Come en quarts de finale par le même club en 1995, deux défaites lors des Final four 1996 et 1997 face à GoldZack Wuppertal et quarts de finale en 1998 contre Valenciennes. Elle remporte les deux éditions de 1999, victoires sur Galatasaray puis Come, et lors de l'édition suivante en 2000, face à Brno et Bourges en 2000.
Elle rejoint ensuite le club hongrois de Sopron de 2003 à 2006. Devant l'absence de trophées, son contrat n'est pas renouvelé. Elle rejoint le club russe de Spartak région de Moscou, vainqueur de l'édition 2006 l'EuroCoupe, du milliardaire Shabtai Kalmanovich (en). Celui-ci a construit une équipe composée de stars, comme Diana Taurasi, Sue Bird, Lauren Jackson, Tina Thompson, Ticha Penicheiro. Hejková doit gérer les temps de jeu, mais aussi les rencontres, toutes les joueuses étrangères ne pouvant évoluer ensemble pour des questions de quotas. Son équipe atteint le Final four de Euroligue 2007, s'imposant en demi-finale face au club russe du CSKA Samara, vainqueur en 2005 et finaliste la saison suivante puis en finale face au club espagnol de Valence. La saison suivante, le Spartak région de Moscou élimine en demi-finale de cette édition 2008 un autre club russe, l'UMMC Iekaterinbourg puis remporte le titre face à Gambrinus Brno
. Malgré ces deux victoires, et deux titres de champion de Russie lors ces deux saisons, son contrat n'est pas renouvelé. Elle signe en faveur d'un autre club russe, le Dynamo région de Moscou.
En février 2011, elle prend la direction du club espagnol de Ros Casares Valence. Elle échoue en-finale du Final Four de l'Euroligue, face à un autre club espagnol, Salamanque, club qui bat également Valence en finale du championnat d'Espagne. Lors de la saison suivante, son contrat est rompu en décembre. 
En 2012, elle est engagée pour remplacer Ivan Beneš (en) à la tête l'USK Prague.
En 2019, elle est introduite au FIBA Hall of Fame.
Après treize saisons à Prague, elle annonce prendre sa retraite à l'été 2025 à 71 ans. Habitué du Final Four (troisième en 2019 et 24, quatrième en 2016, 2017, 2022 et 2023), mais plus victorieux depuis le titre remporté face à UMMC Iekaterinbourg en 2015. Prague remporte l'Euroligue 2025 face au club turc de Mersin 66 à 53.
Hejková, entraineur parmi les plus titrés dans l'Euroligue avec six titres, derrière Raimonds Karnītis (en) quinze titres avec Daugava Riga, détient également le record du nombre de matchs dirigés dans cette compétition avec 490 matches dont 315 victoires et participe au tournoi final de l’Euroligue à dix-sept reprises. 
Natália Hejková occupe également des postes avec des sélections. Elle est d'abord assistante de l'entraîneur Tibora Vasiľka au sein de la sélection slovaque qui remporte la médaille d'argent du championnat d'Europe 1997, battue par la Lituanie. Devenue entraineure en chef de la sélection, elle termine à la huitième place du championnat du monde l'année suivante. Lors du championnat d'Europe 1999, la Slovaquie s'incline face à la  France en demi-finale puis contre la Russie pour terminer à la quatrième place. Cela lui octroie une place pour les Jeux olympiques de Sydney. Toutefois, Hejková démissionne de son poste pour soutenir avec Iveta Bieliková Jozef Smolek, limogé de son poste de chef de l'équipe.
De 2006 à 2008, elle occupe un rôle d'adjointe auprès d'Igor Grudin au sein de la sélection russe. Celle-ci remporte la médaille de bronze des ]eux olympiques 2008 de Pékin.

## Palmarès
Compétitions internationales 
- Vainqueur de l'Euroligue 1999,  2000,  2007,  2008, 2015 et 2025
- Vainqueur de Supercoupe d'Europe 2015

compétitions nationales
- championnat de Tchécoslovaquie  de 1991 à 1993
- championnat de Slovaquie  de 1993 à 2003
- coupe de Slovaquie en 1997.
- championnat de Russie  2007, 2008
- championnat de Tchéquie   de 2012 à 2025

Distinction 
- Entraineure de du All-Star Game de l'Euroligue 2006, 2007